# Balancán de Domínguez
Balancán de Domínguez é uma cidade do estado mexicano de Tabasco. Sua população em 2005 era estimada em 58.225 habitantes. Fica localizada no norte do estado de Tabasco, e com o  estado de Campeche, ao sul com os municípios de Tenosique e Emiliano Zapata; a leste com estado de Campeche e a república da Guatemala; e a oeste com o município de Emiliano Zapata e o estado de Campeche.